# Šola uporabnih umetnosti Famul Stuart
Šola uporabnih umetnosti Famul Stuart je neformalna šola akademskega tipa, ustanovljena leta 1994 kot dvoletna šola. Prvotna zasnova je bila leta 2001 razširjena v triletno umetniško šolo. 

## Programi
- Kiparstvo, keramika, restavratorstvo (od leta 1994)
- Ambient (od leta 2001)
- Digitalne umetnosti in prakse (od leta 2003, od leta 2009 prilagojen Bolonjski deklaraciji in ga izvaja Visoka šola za umetnost Univerze v Novi Gorici)

## Mentorji
V zasedbi mentorjev, gostov, predavateljev je letno preko 50 umetnikov in strokovnjakov iz Slovenije in tujine.